# Tmetopteryx maura
Tmetopteryx maura är en fjärilsart som beskrevs av Sergius G. Kiriakoff 1965. Tmetopteryx maura ingår i släktet Tmetopteryx och familjen tandspinnare. Inga underarter finns listade i Catalogue of Life.